# Musée des voitures anciennes
 (mars 2022).
Si vous disposez d'ouvrages ou d'articles de référence ou si vous connaissez des sites web de qualité traitant du thème abordé ici, merci de compléter l'article en donnant les références utiles à sa vérifiabilité et en les liant à la section « Notes et références ».
Le Musée des voitures anciennes (italien : Museo delle carrozze d'epoca), propriété privée, se trouve à Rome, via Ardeatina, et présente une série de carrosses et de véhicules divers dans un espace de 3 000 m2. Sont montrés 159 véhicules de façon permanente, sur les 600 que possède le musée. 

## Description
Les véhicules proviennent de divers pays du monde et sont de différents types : Landaus, spyders, berlines, coupés, omnibus, des biges, des diligences, des chariots et des charrettes siciliennes. La période va des années 1700 aux années 1900. L'exposition se termine avec une série de harnais pour les chevaux.
Parmi les pièces exposées, on trouve : une berlinette ayant appartenu à l'impératrice Sissi, le chariot irlandais utilisé par John Wayne dans le film L'Homme tranquille, certains wagons décorés de fresques de la municipalité de Rome du XIXe siècle, une diligence du film Ombre rose, un chariot napoléonien avec canon du film Le Baron de Münchhausen, le landau de l'évêque Karol Wojtyła  pour aller skier à Zakopane en Pologne, le fauteuil roulant de Anna Magnani, et le char utilisé dans le film Gladiator avec Russell Crowe.